# Festuca staroplaninica
Festuca staroplaninica är en gräsart som beskrevs av Velchev. Festuca staroplaninica ingår i släktet svinglar, och familjen gräs.
Artens utbredningsområde är Bulgarien. Inga underarter finns listade i Catalogue of Life.